# Nymburk
Nymburk (en allemand : Nimburg ou Neuenburg an der Elbe) est une ville de la région de Bohême-Centrale, en République tchèque, et le chef-lieu du district de Nymburk. Sa population s'élevait à 15 642 habitants en 2025.

## Géographie
Nymburk est arrosée par l'Elbe et se trouve à 21 km au nord-ouest de Kolín, à 28 km au sud-sud-est de Mladá Boleslav et à 45 km à l'est-nord-est de Prague.

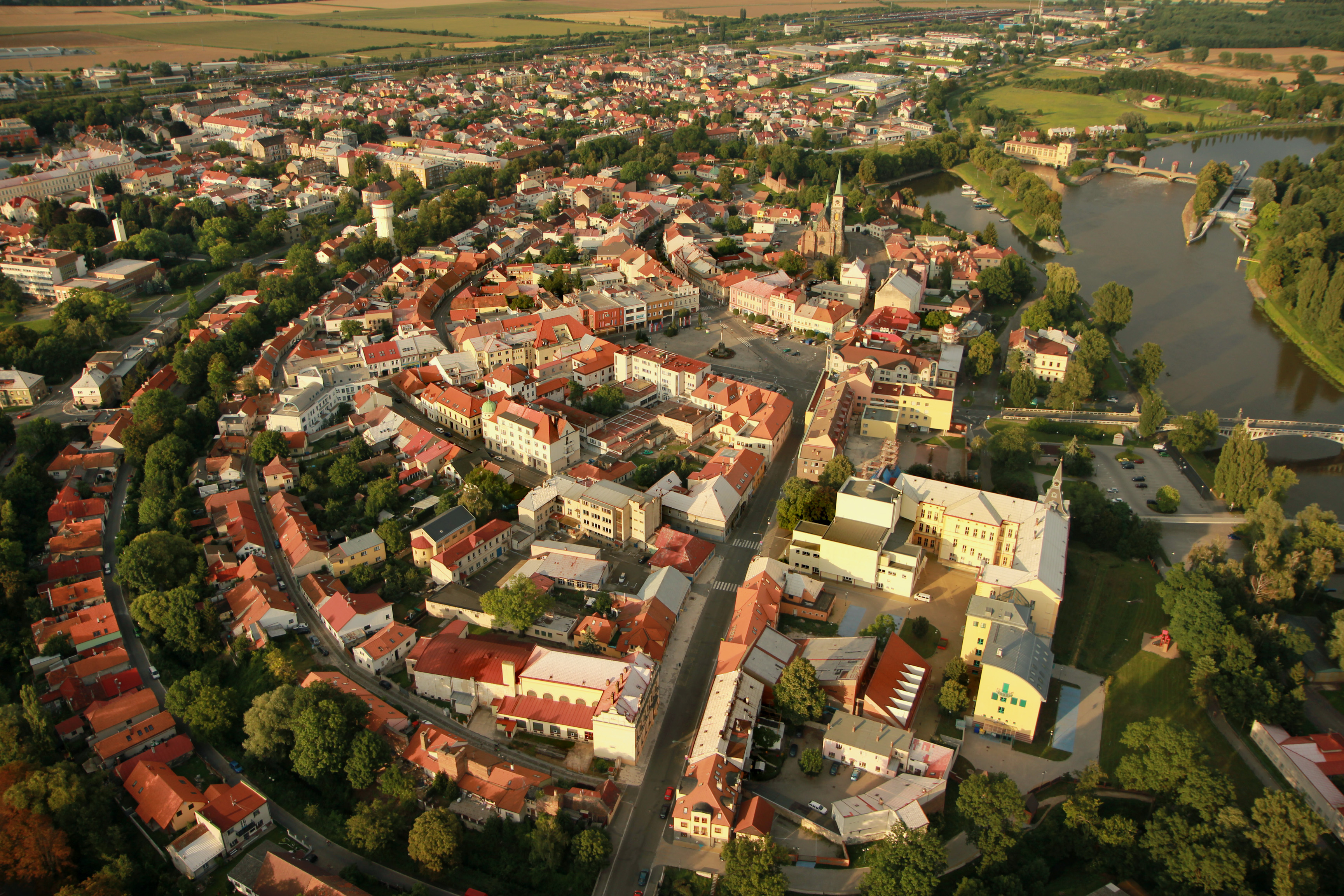
Vue aérienne du centre-ville.

La commune est limitée par Dvory, Všechlapy et Bobnice au nord, par Budiměřice et Poděbrady à l'est, par Kovanice et Hořátev au sud, et par Písty, Kostomlátky et Kamenné Zboží à l'ouest.

## Histoire
La ville est fondée vers 1275 par Ottokar II de Bohême.

## Population
Recensements ou estimations de la population de la commune dans ses limites actuelles :
| 1869* | 1880* | 1890* | 1900* | 1910*  | 1921*  |
| ----- | ----- | ----- | ----- | ------ | ------ |
| 3 475 | 5 858 | 7 057 | 8 212 | 10 886 | 11 853 |

| 1930*  | 1950*  | 1961*  | 1970*  | 1980*  | 1991*  |
| ------ | ------ | ------ | ------ | ------ | ------ |
| 12 538 | 11 914 | 12 585 | 13 263 | 14 033 | 15 142 |

| 2001*  | 2011*  | 2016   | 2017   | 2018   | 2019   |
| ------ | ------ | ------ | ------ | ------ | ------ |
| 14 407 | 14 796 | 14 979 | 14 951 | 15 062 | 15 063 |

| 2020   | 2021   | 2022   | 2023   | 2024   | 2025   |
| ------ | ------ | ------ | ------ | ------ | ------ |
| 15 154 | 15 106 | 14 780 | 15 424 | 15 510 | 15 642 |

## Transports
Par la route, Nymburk se trouve à 24 km de Kolin, à 33 km de Mladá Boleslav et à 59 km de Prague.

## Personnalités
- Radek Bejbl (né en 1972), joueur de football
- Ivan Hasek (né en 1963), joueur puis entraîneur de football

## Jumelages
La ville de Nymburk est jumelée avec :
- Újfehértó (Hongrie)
- Mytichtchi (Russie)
- Neuruppin (Allemagne)
- Vrútky (Slovaquie)
- Żarów (Pologne)
- Porto San Giorgio (Italie)